# Angles de Tait-Bryan
Els angles de Tait-Bryan, o també angles de navegació, són un tipus d'angles d'Euler usats per descriure l'orientació d'un objecte en tres dimensions.
Si es té un sistema de coordenades mòbil respecte d'un fix, en tres dimensions, i es vol donar la posició del sistema mòbil en un moment donat, hi ha diverses possibilitats de fer-ho. Una d'elles són els  angles de Tait-Bryan  o angles de navegació.

## Definició matemàtica

Angles de navegació segons convenció ZXY definits estàticament.

Els angles de navegació, anomenats en matemàtica  angles de Tait-Bryan , són tres coordenades angulars que defineixen un triedre rotat des d'un altre que es considera el sistema de referència. Es defineixen matemàticament de manera similar als angles d'Euler, però en comptes d'usar com a línia de nodes el tall entre dos plans homòlegs (per exemple el XY és l'homòleg del xy), s'utilitzen dos plans no homòlegs (per exemple XY i yz).
Per exemple, en el dibuix adjunt que utilitza el conveni ZXY, es defineixen mitjançant els plans xy (pla perpendicular a l'eix "z" usat a la primera rotació) del sistema de referència, i el pla ZX del sistema mòbil (pla perpendicular a l'eix "Y" de l'última rotació).

## Significat en aeroplans

Angles de navegació segons convenció ZYX. El sistema de referència xyz s'ha mogut cap enrere per claredat. Els eixos Y i Z no es mostren.

Els tres angles són el de direcció (heading o Yaw), el d'elevació (pitch) i l'angle de guinyada (roll).
Aquests tres angles són equivalents a tres maniobres consecutives. Donat un sistema de tres eixos fixos en l'aeroplà, anomenats eix de guinyada ( Yaw  en anglès), de capcineig ( pitch ) i de balanceig ( roll ), hi ha tres rotacions principals, normalment agafen el nom de l'eix sobre el qual es produeixen, que permeten assolir el sistema de l'aeroplà des del sistema de referència. Han de venir donades en aquest ordre i ser realitzades en aquest ordre, ja que el resultat final depèn de l'ordre en què s'apliquin.
- Capcineig: és una inclinació del morro de l'avió, o rotació respecte a l'eix ala-ala.
- Balanceig: rotació respecte a l'eix morro-cua de l'avió.
- Guinyada : rotació intrínseca al voltant de l'eix vertical perpendicular a l'avió.

Són tres rotacions intrínseques, és a dir, relatives al sistema mòbil. Això és útil per exemple quan el pilot d'un avió vol descriure una maniobra.
Els angles de navegació, anomenats  deriva  (normalment representat per la lletra {\displaystyle \psi }),  inclinació  (normalment {\displaystyle \theta }) i  guerxament  ({\displaystyle \phi }), corresponen als valors d'aquestes tres rotacions principals.

## Significat en embarcacions
En embarcacions aquests angles són: Angle de deriva, Angle d'inclinació i Angle d'escora.